# Mila Mar
Mila Mar ist eine deutsche Alternative-Band. Kennzeichen der Band ist die Phantasiesprache, in der Sängerin Anke Hachfeld ihre Songs schreibt.

## Geschichte
Mila Mar wurden Ende 1994 in der Wiesenmühle in Marth bei Göttingen gegründet. Am gleichen Ort trat die Band erstmals am 16. März 1996 auf.
Nach vier veröffentlichten Alben und drei Singles, gaben Mila Mar im Dezember 2002, drei Monate vor Erscheinen ihres bisher letzten Albums, bekannt, dass Meyer und Beischer die Band verlassen würden.
Kirchner und Hachfeld nahmen zu zweit das Album Picnic on the Moon auf, 2004 folgte eine letzte Tour mit Verstärkung durch Tobias Unterberg (The Inchtabokatables, Deine Lakaien), Lars Watermann und Jan Klemm (The Inchtabokatables). Zeitgleich startete Anke Hachfeld mit ihrem neuen Projekt Milù und begleitete die Band Schiller auf deren Tour.
Obwohl sich Mila Mar nie offiziell auflösten, schloss Anke Hachfeld 2005 ein Fortbestehen des Projekts in einem Interview auf dem Wave Gotik Treffen aus:

„Bei Mila Mar? Wir spielen ja nicht mehr live! Wir werden nicht mehr spielen, zumindest sieht nichts mehr danach aus. Mit Milú werden wir mit Dirk und Lars, der auch bei Mila Mar gespielt hat. Die nächsten live Sachen spielen wir alle unter Milú, Mila Mar wird es nicht mehr geben.“

Nachdem die Band Anfang 2015 über Facebook ihre Fans nach Konzertideen gefragt hatte, spielten Mila Mar auf dem Wave Gotik Treffen 2015 ihr erstes Konzert seit rund 11 Jahren.
Weitere Live-Konzerte folgten 2016 und 2017 unter anderem in München, Frankfurt am Main, Leipzig und Hannover (Eisfabrik).
Im Oktober 2018 gab Katrin Beischer bekannt, die Band aus persönlichen Gründen zu verlassen. Sie spielte das letzte gemeinsame Konzert mit Mila Mar am 27. Oktober in der Baumannshöhle im Harz.
2019 wurden die beiden Alben Picnic on the Moon sowie Elfensex als Remaster mit neuem Artwork veröffentlicht. Im Fall von Picnic on the Moon wurde mit dem Titel Beside hinzugefügt und die beiden Titel Top Secret und Nach Elf im Wald weggelassen.
Das Album Harar erschien im Jahr 2020.

## Diskografie

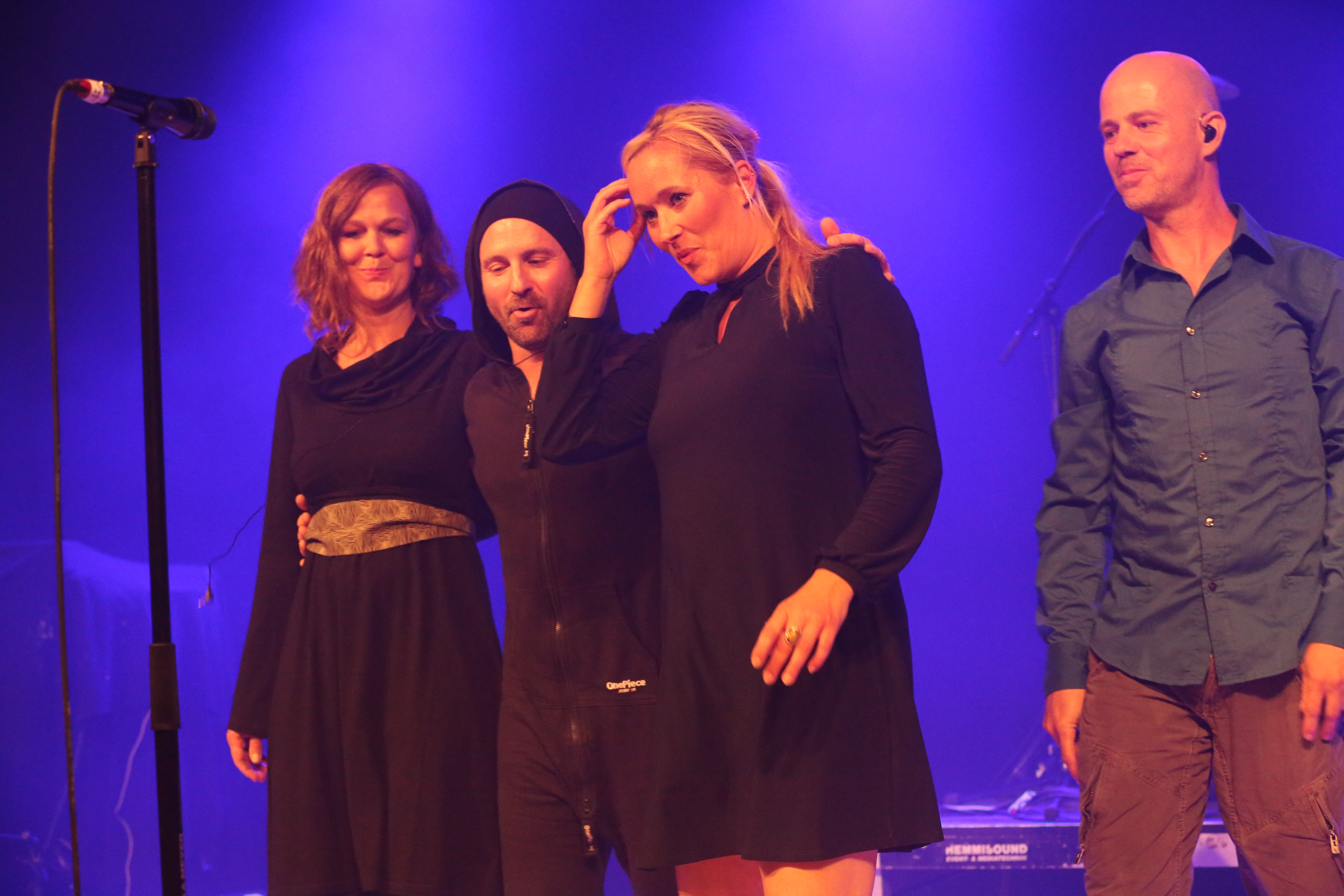
Katrin Beischer, Lars Watermann, Anke Hachfeld und Maaf Kirchner

### Alben
- 1997: Mila Mar (Eigenveröffentlichung)
- 1999: Nova (Strange Ways Records – Indigo)
- 2000: Elfensex (Strange Ways Records – Indigo)
- 2003: Picnic on the Moon
- 2019: Elfensex sowie Picnic on the Moon (Wiederveröffentlichung von Remaster-Versionen beim Label Dryland)[11]
- 2020: Harar
- 2024: Songs from the other Side

### Singles
- 2000: Maid of Orleans (Strange Ways Records – Indigo)[12]
- 2001: Silver Star (Strange Ways Records – Indigo)
- 2003: Sense of Being (Strange Ways Records – Indigo)

### EPs
- 2018: Haime

### Sonstiges
(Quelle: )
- 1997: Mila Mar Promo Tape
- 2018: Jenseits In Tüten (Eigenveröffentlichung)
- 2018: Mila Mar – Picnic On The Moon – Remixes (Strange Ways Records – Indigo)